# Cyathura polita
Cyathura polita là một loài chân đều trong họ Anthuridae. Loài này được Stimpson miêu tả khoa học năm 1856.